# Слово (газета, Португалия)
«Сло́во» — русскоязычная газета, издававшаяся с 2001 по 2019 годы в Португалии и распространявшаяся в Португалии, Испании, Италии и других странах Европы. Одно из крупнейших русскоязычных изданий в Европейском союзе, совокупная аудитория печатной и онлайн-версии которого достигала нескольких миллионов человек.
Основная аудитория — русскоязычные иммигранты и туристы.

## Распространение
Газета распространялась в открытой продаже в газетных киосках Португалии, Испании и Италии по всей территории стран, включая Мадейру и Азорские острова, а также по подписке – во всех странах Европы, в том числе, в России и на Украине.
По состоянию на 2011 год в планах учредителей был выход на рынок Бразилии.
В июне 2019 года газета отказалась от печатной версии и полностью перешла в онлайн-формат.

## Содержание
Газета существовала в печатном и электронном виде, при этом публикации в печатной версии газеты и на её сайте различались.
На сайте газеты можно было найти ежедневные новости со всего мира (акцент — на новостях Португалии, Испании, Италии), а также статьи, интервью, публикации про недвижимость и советы юриста.
В печатных выпусках «Слова» присутствовала одна главная тема, которая раскрывалась по всем трем странам; подборка важных новостей за неделю и несколько постоянных рубрик (среди них — «Правовой гид», «Вопросы наших читателей», «Свои и чужие интервью» и другие). Одна из наиболее востребованных рубрик в газете — частные объявления, которые публиковались на безвозмездной основе.

## Периодичность, тираж и стоимость
С 2014 года газета «Слово» выходила в свет каждые 15 дней, ранее издавалась еженедельно. Новости на сайте обновлялись в ежедневном режиме.
Тираж каждого номера газеты составлял до 90 тысяч экземпляров, совокупный охват аудитории — несколько миллионов человек в год (печатная и онлайн-версии).
Стоимость каждого экземпляра в розничной продаже — 1,75 евро. Материалы на сайте находятся в свободном доступе.

## Руководство газетой
Учредитель, собственник и издатель газеты — компания Porturusso, Lda. Основное направление деятельности компании — издательский бизнес: в частности, помимо газеты, раз в квартал Porturusso выпускал двуязычный бизнес-журнал «Диалог», направленный на развитие экономических отношений между Россией и Португалией, и работал над эксклюзивным путеводителем по Португалии. Компания также занималась полиграфией (печатала настенные и карманные календари, сборники кроссвордов и сканвордов), онлайн-продажей книг на русском языке по системе «Книга — почтой», рекламным и туристическим направлением, а также экспортом португальских товаров на российский рынок.
Руководство компанией и газетой осуществляют мать и сын Нина и Кирилл Яковлевы.

## Редакция
Редакция газеты «Слово» находилась в городе Кашкайш, пригороде португальской столицы Лиссабона. Главный редактор — Кирилл Яковлев.
Корреспондентская сеть охватывала Россию, Украину, Молдавию, Италию, Испанию.

### Авторы материалов по Португалии[2]
- Тамара Морошан
- Мария Грабилина
- Илона Вирсе
- Игорь Шематинов
- Антон Назаров
- Алексей Самойлович

### Авторы материалов по Испании
- Андрей Силин
- Лариса Басова
- Татьяна Лаврентьева
- Ала Панеа

### Авторы материалов по Италии
- Александр Тараканов
- Михаил Талалай
- Галия Гали
- Ольга Чернобривец
- Ирина Раскина
- Алена Ослина
- Стефано ди Лоренцо

## История
Газета «Слово» начала выходить в Португалии в августе 2001 года. Первоначальный объём газеты составлял восемь полос, в дальнейшем он был расширен.
В 2004 году была предпринята неудачная попытка выйти на испанский рынок. Вновь в Испании газета появилась лишь пять лет спустя, осенью 2009 года. В Италии газета «Слово» начала выходить с марта 2007 года. С 2014 года в связи с увеличением государственной пошлины на ежедневные и еженедельные СМИ в Португалии газета начала выходить два раза в месяц (ранее издавалась еженедельно). Одновременно увеличился объём (32 полосы вместо прежних 28) и стоимость (до 1,75 евро).
В июне 2019 года вышел последний, 739-й печатный выпуск газеты. Газета продолжила работать в онлайн формате, как новостной портал.

## Награды
- Почётная грамота Правительства Российской Федерации (12 октября 2016 года) — за большой вклад в сохранение русского языка и культуры, а также в дело консолидации соотечественников за рубежом[11].